# Listă de quasari
Listă de quasari
- 3C 449
- 3C 48
- 3C 212
- 3C 273
- CTA-102
- QSO J1819+3845
- Q0957+561
- QSO J0842+1835
- 3C 9
- 3C 191
- 3C 75